# NGC 3923

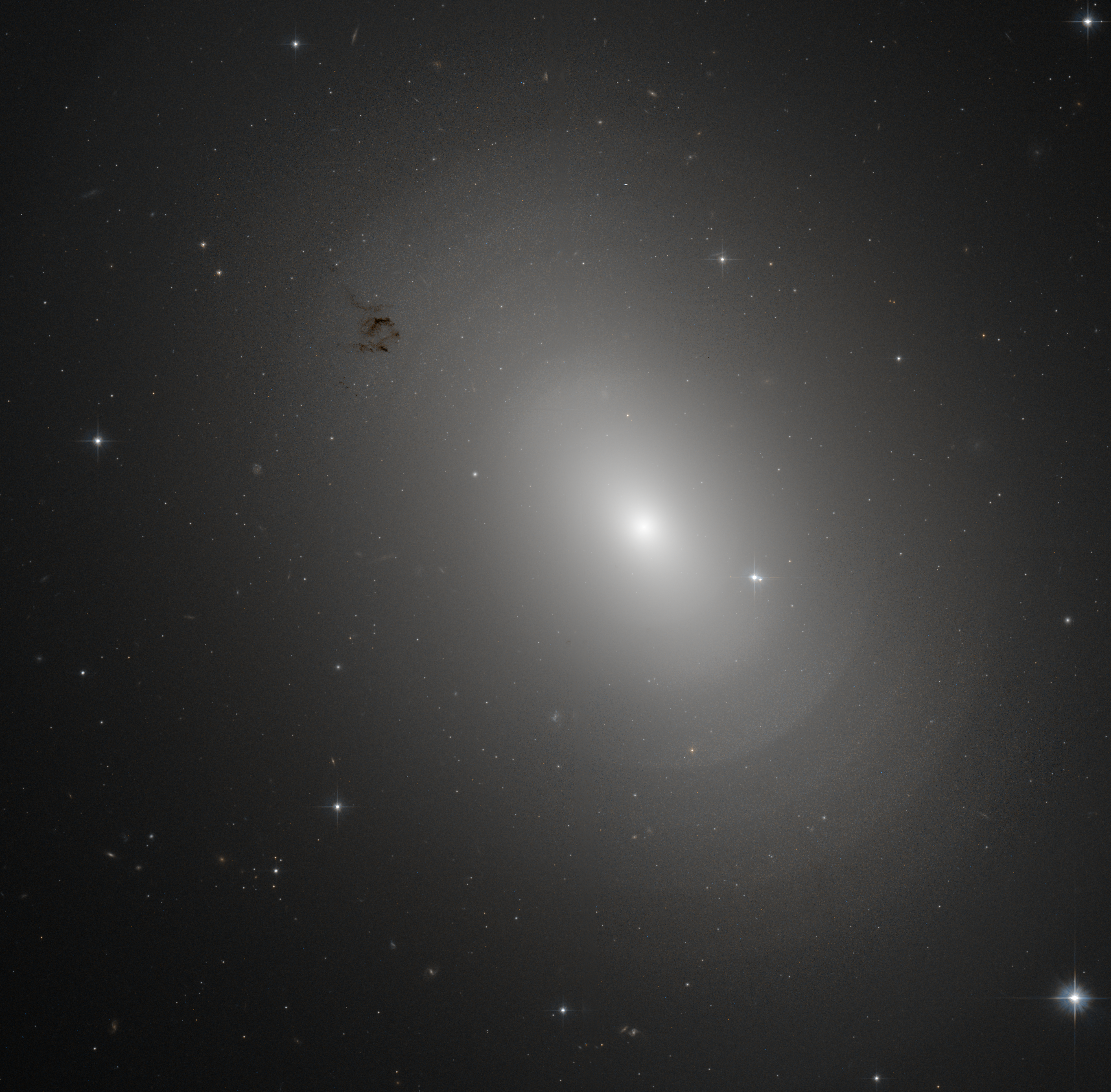
Hình ảnh của NGC 3923 chụp bằng kính viễn vọng không gian Hubble

NGC 3923 là tên của một thiên hà elip nằm trong chòm sao Trường Xà. Khoảng cách của thiên hà này với Trái Đất của chúng ta là khoảng xấp xỉ 90 triệu năm ánh sáng, kích thước biểu kiến của nó là khoảng xấp xỉ 155.000 năm ánh sáng. NGC 3923 là một ví dụ của thiên hà vỏ, trong đó các ngôi sao trong phần quầng thiên hà bao quanh nó được sắp xếp thành từng lớp. Nó được nhà thiên văn học người Anh gốc Đức William Herschel phát hiện vào ngày 7 tháng 3 năm 1791.

## Đặc điểm
NGC 3923 có đến 42 vỏ, số lượng cao nhất trong các thiên hà vỏ và các vỏ của nó thì tinh tế hơn các vỏ của những thiên hà khác. Các vỏ của nó đối xứng với nhau trong khi các thiên hà vỏ khác thì xiên lệch. Các vỏ của nó đồng tâm. Cứ mỗi 10 thiên hà elip thì có 1 thiên hà vỏ, nhưng đối với các thiên hà xoắn ốc thì vẫn chưa thấy có bất kì một thiên hà vỏ nào. Sự xuất hiện của cấu trúc vỏ có lẽ là do kết quả của sự kiện hợp nhất thiên hà, khi một thiên hà lớn và một thiên hà nhỏ hơn gặp hay và kết hợp lại làm một. Và khi tâm của 2 thiên hà gặp nhau, chúng sẽ dao động hướng về một tâm chung (vị trí chung) và các dao động này tác động ra bên ngoài tạo thành cấu trúc vỏ sao. Giống như là những gợn sóng trên mặt nước khi bề mặt đang tĩnh lặng đột nhiên bị dao động.
Thiên hà này có một siêu tân tinh loại Ia tên là SN 2018aoz với cấp sao cao nhất là 12,7. Nó được phát hiện vào ngày 2 tháng 4 năm 2018.

## Dữ liệu hiện tại
Theo như quan sát, đây là thiên hà nằm trong chòm sao Xử Nữ và dưới đây là một số dữ liệu khác:
Xích kinh 11h 51m 01,7s
Xích vĩ −28° 48′ 22″
Giá trị dịch chuyển đỏ 0,005801 +/- 0,00003 km/s
Cấp sao biểu kiến 9,6
Kích thước biểu kiến 5′.9 × 3′.9
Loại thiên hà E4-5 